# Lina Grinčikaitė
Lina Grinčikaitė-Samuolė (Klaipėda, 3 maggio 1987) è una velocista lituana.

## Palmarès
| Anno | Manifestazione    | Sede       | Evento      | Risultato  | Prestazione | Note |
| ---- | ----------------- | ---------- | ----------- | ---------- | ----------- | ---- |
| 2004 | Mondiali juniores | Grosseto   | 100 m piani | Semifinale | 11"71       |      |
| 2005 | Europei indoor    | Madrid     | 60 m piani  | Semifinale | 7"41        |      |
| 2005 | Europei juniores  | Kaunas     | 100 m piani | Argento    | 11"69       |      |
| 2005 | Europei juniores  | Kaunas     | 200 m piani | 4ª         | 23"78       |      |
| 2005 | Europei juniores  | Kaunas     | 4×100 m     | 4ª         | 45"47       |      |
| 2006 | Mondiali indoor   | Mosca      | 60 m piani  | Semifinale | 7"38        |      |
| 2006 | Mondiali juniores | Pechino    | 100 m piani | 6ª         | 11"49       |      |
| 2006 | Mondiali juniores | Pechino    | 200 m piani | Semifinale | dns         |      |
| 2007 | Europei indoor    | Birmingham | 60 m piani  | Batteria   | 7"47        |      |
| 2007 | Europei under 23  | Debrecen   | 100 m piani | 4ª         | 11"69       |      |
| 2007 | Europei under 23  | Debrecen   | 200 m piani | Semifinale | 23"73       |      |
| 2007 | Europei under 23  | Debrecen   | 4×100 m     | Batteria   | 45"37       |      |
| 2008 | Mondiali indoor   | Valencia   | 60 m piani  | Semifinale | 7"41        |      |
| 2008 | Giochi olimpici   | Pechino    | 100 m piani | Semifinale | 11"50       |      |
| 2009 | Europei indoor    | Torino     | 60 m piani  | 7ª         | 7"38        |      |
| 2009 | Universiadi       | Belgrado   | 100 m piani | Oro        | 11"31       |      |
| 2009 | Universiadi       | Belgrado   | 4×100 m     | 5ª         | 44"48       |      |
| 2009 | Europei under 23  | Kaunas     | 100 m piani | Oro        | 11"37       |      |
| 2009 | Europei under 23  | Kaunas     | 4×100 m     | Bronzo     | 44"09       |      |
| 2010 | Mondiali indoor   | Doha       | 60 m piani  | Semifinale | 7"34        |      |
| 2010 | Europei           | Barcellona | 100 m piani | Semifinale | 11"35       |      |
| 2010 | Europei           | Barcellona | 4×100 m     | Batteria   | 44"13       |      |
| 2011 | Europei indoor    | Parigi     | 60 m piani  | Semifinale | 7"27        |      |
| 2011 | Universiadi       | Shenzhen   | 100 m piani | Bronzo     | 11"44       |      |
| 2012 | Mondiali indoor   | Istanbul   | 60 m piani  | Semifinale | 7"26        |      |
| 2012 | Europei           | Helsinki   | 100 m piani | Bronzo     | 11"32       |      |
| 2012 | Giochi olimpici   | Londra     | 100 m piani | Semifinale | 11"30       |      |
| 2013 | Universiadi       | Kazan'     | 100 m piani | Argento    | 11"32       |      |
| 2013 | Mondiali          | Mosca      | 100 m piani | Batteria   | 11"48       |      |
| 2014 | Europei           | Zurigo     | 100 m piani | Semifinale | 11"52       |      |
| 2015 | Europei indoor    | Praga      | 60 m piani  | Batteria   | 7"41        |      |
| 2015 | Universiadi       | Gwangju    | 100 m piani | 4ª         | 11"49       |      |
| 2015 | Universiadi       | Gwangju    | 4x100 m     | Batteria   | dnf         |      |
| 2016 | Europei           | Amsterdam  | 100 m piani | Batteria   | 11"77       |      |